# Olympische Sommerspiele 1972/Teilnehmer (Föderation Arabischer Republiken)
| Gelbes Symbol für Goldmedaillen mit stilisierten Olympischen Ringen | Graues Symbol für Silbermedaillen mit stilisierten Olympischen Ringen | Braundes Symbol für Bronzemedaillen mit stilisierten Olympischen Ringen |
| ------------------------------------------------------------------- | --------------------------------------------------------------------- | ----------------------------------------------------------------------- |
| —                                                                   | —                                                                     | —                                                                       |

Die Föderation Arabischer Republiken, eine von 1970 bis 1977 bestehende Staatenverbindung Ägyptens mit Libyen und dem Sudan bzw. Syrien, nahm an den Olympischen Sommerspielen 1972 in München teil. Dabei gingen 23 männliche Athleten in sechzehn Wettkämpfen in fünf Sportarten ins Rennen. Aufgrund des Olympia-Attentats reiste ein Teil der Delegation aus Sicherheitsgründen vorzeitig ab, einige Athleten nahmen so nicht mehr an den Wettbewerben teil. Es konnte keine Medaille gewonnen werden.
Fahnenträger bei der Eröffnungsfeier war der Basketballer Kamal Kamel Mohammed.

## Teilnehmer nach Sportarten

### Basketball
Die Mannschaft verlor alle sieben Vorrundenspiele und belegte so den letzten Platz. Danach reiste die Mannschaft vorzeitig ab, zum Spiel um den 15. Platz trat man nicht mehr an.
- Kader
El-Sayed Abdel Hamid Mobarak
Awad Abdel Nabi
Ahmed Abdel Hamid El-Saharty
Sherif Fouad Aboulkheir
Talaat Guenidi
Adel Ibrahim Ismail
Kamal Kamel Mohammed
Fahti Mohamed Kamel
Mohamed Essam Khaled
Ismail Selim Mohamed
Sayed Tewfik El-Sayed

### Boxen
- Said Ahmed El-Ashry
Halbfliegengewicht: Achtelfinale

- Mohamed Selim Soheim
Fliegengewicht: Achtelfinale

- Mohamed Salah Amin
Federgewicht: Achtelfinale

- Abdel Hadj Khallaf Allah
Leichtgewicht: 1. Runde

- Abdel Hamid Fouad Gad
Weltergewicht: 1. Runde

- Ahmed Mahmoud Aly
Halbschwergewicht: Achtelfinale

### Leichtathletik
- Ardelham Khamis
5000 Meter: nicht angetreten

- Abdel Hamid Khamis
10.000 Meter: Vorläufe

- Youssef Nagui Assaad
Kugelstoßen: nicht angetreten
Diskuswurf: nicht angetreten

### Ringen
- Mohamed El-Malky Ragheb
Halbfliegengewicht, griechisch-römisch: Rückzug nach 1. Runde

- Abdel Fattah Sayed Ibrahim
Fliegengewicht, griechisch-römisch: Rückzug nach 1. Runde

- Mohamed Gaber
Leichtgewicht, griechisch-römisch: Rückzug nach 1. Runde

### Schwimmen
- Kamal Kenawi Ali Moustafa
200 Meter Freistil: Vorläufe
400 Meter Freistil: Vorläufe
1500 Meter Freistil: Vorläufe

- Amin Ahmed Adel Youssef
100 Meter Rücken: Vorläufe
200 Meter Lagen: Vorläufe